# سیارک ۱۳۷۸۷
سیارک ۱۳۷۸۷ (به انگلیسی: 13787 Nagaishi، نامگذاری:1998UN23)۱۳۷۸۷مین سیارک کشف شده‌است که در ۲۶ اکتبر ۱۹۹۸ کشف شد.